# اوه هیون-گیو
این یک نام کره‌ای است؛ نام خانوادگی اوه است.
اوه هیون-گیو (انگلیسی: Oh Hyeon-gyu؛ زادهٔ ۱۲ آوریل ۲۰۰۱) بازیکن فوتبال اهل کره جنوبی است.که در باشگاه فوتبال سلتیک در پست مهاجم بازی می‌کند.
از باشگاه‌هایی که در آن بازی کرده‌است می‌توان به باشگاه فوتبال سلتیک و باشگاه فوتبال سوون سامسونگ اشاره کرد.
وی همچنین در تیم‌های ملی فوتبال زیر ۱۷ سال، زیر ۲۰ سال، زیر ۲۳ سال و بزرگسالان کره جنوبی بازی کرده‌است.